# Josep Carles
Josep Carles   (segle XVIII - valor desconegut) va ser un organista català del segle xviii.
El 1738, juntament amb els organistes Josep Camins, Jaume Casanovas i Anton Montells, es presentà a les oposicions per a la plaça del magisteri de la basílica de Santa Maria d'Igualada. Carles exercí el magisteri de l'orgue de l'església parroquial de Santa Coloma de Queralt a partir del 4 de juliol de 1756; tanmateix, el novembre de 1759, conjuntament amb Josep Camins, presentà una proposta per assumir les funcions de la succentoria i ensenyament dels escolans de Santa Maria d'Igualada, la qual fou aprovada pel bisbat de Vic.
El 1760, a causa de les necessitats musicals de Santa Maria d’Igualada, Carles va començar a col·laborar amb Josep Camins, compartint funcions del magisteri d’orgue per assegurar el correcte desenvolupament de les activitats litúrgiques. Aquesta col·laboració es va establir per facilitar la divisió de tasques, donada la càrrega que el mestre d'orgue titular no podia assumir en solitari.
Es desconeix si Josep Carles actuà com un coadjutor del titular del magisteri de Santa Maria d'Igualada fins l'abril de 1770, en què Josep Camins traspassà.
El 1777, després del cessament de Miquel Maronda com a mestre de capella, Josep Carles va ser membre del tribunal encarregat de seleccionar el nou mestre de capella de Santa Maria d’Igualada. En aquest procés, es va decidir l'elecció de Josep Corretger per assumir el càrrec. [1]